# Ethos
Ethos és una paraula grega (ἦθος; plurals: ethe, Ethe) que pot ser traduïda de diferents maneres. Algunes possibilitats són 'punt de partida', 'aparèixer', 'inclinació' i a partir d'aquí, 'personalitat'.
De la mateixa arrel grega, és la paraula Ethik (ἠθικός), que significa 'teoria de la vida', i de la qual va derivar la paraula ètica.
El Diccionari de la llengua catalana de l'IEC incorpora la paraula ethos, que apareix definida com a "conjunt de trets morals i estètics que conformen el caràcter o la identitat d'una persona o una cultura." En aquest sentit es pot parlar per exemple de "l'ethos guerrer" dels nòrdics antics.
Dins l'art, l'ethos és l'estatisme emocional, entès com a contrari del pathos, el dinamisme emocional. L'ethos forma part del cànon grec des de l'època arcaica a la prehel·lenística, i en tingué la seva major expressió en l'època clàssica.
L'ethos és també un dels les tres modes de persuasió en la retòrica (juntament amb el pathos i el logos), segons la filosofia d'Aristòtil.
Ethos significava inicialment 'estatge o lloc on habiten les persones i els animals'; sembla que va ser el poeta Homer el primer a donar aquesta primera accepció. Posteriorment, Aristòtil s'encarregà d'atorgar-li un segon sentit a aquest ethos, entenent-lo com a 'hàbit, caràcter o manera de ser', que va incorporat a l'ésser humà al llarg de la seva existència.
Entendre l'ethos com un hàbit, com una manera de ser, constitueix per a la tradició grega una segona naturalesa. Es tracta d'una creació genuïna i necessària de l'ésser humà, ja que aquest, des del moment en què s'organitza en societat, sent la necessitat imperiosa de crear regles per regular el seu comportament i permetre modelar així el seu caràcter. En el sentit de "costum, hàbit", ethos és equivalent al concepte llatí mores.
L'ús que s'ha generalitzat en sociologia és el punt de partida de les idees que conformen el caràcter de determinat sistema o escola de pensament. És el lloc o àmbit intel·lectual des d'on es conforma una unitat teòrica.